# Christophe Beck
Pour les articles homonymes, voir Beck.
Christophe Beck est un compositeur canadien de musiques de films et séries télévisées, né en 1968 à Montréal (Canada) .

## Biographie
Christophe Beck a appris le piano à cinq ans et commencé à composer à onze ans. Son frère, Jason Beck, est également pianiste et compositeur ; c'est le producteur et chanteur connu sous le nom de Chilly Gonzales.

Après s'être essayé à divers instruments au lycée (saxophone, flûte, trombone, percussions), il fréquente l'Université Yale et apprend la composition de musique de films auprès de Jerry Goldsmith à l’Université de la Californie méridionale. Sa première musique professionnelle sera celle de la série télévisée canadienne Croc Blanc.
Ensuite, il compose pour des séries télévisées majeures : The Practice : Bobby Donnell et Associés, Angel et surtout Buffy contre les vampires, travail récompensé par un Emmy Award en 1998. Christophe Beck fut le compositeur officiel de la série durant les saisons 2 à 4. Il revint par la suite signer les compositions de deux épisodes majeurs : L'Apocalypse et Que le spectacle commence !.
La majorité de ses compositions figure sur les quatre albums officiels de la série :
- Buffy the Vampire Slayer: The Album, qui contient notamment Close Your Eyes, le thème de Buffy et Angel issu de l'épisode Becoming, Part Two (Acathla [2/2]) ;
- Once More, with Feeling : bien que Joss Whedon ait écrit l'intégralité des chansons de l'épisode, Christophe Beck en a composé la musique. Cet album contient également trois compositions issues des saisons précédentes : Cauchemar, Un silence de mort et Sacrifice, de L'Apocalypse ;
- Radio Sunnydale : les éditions anglaise et sud-américaine de cet album incluent Dead Guys with Bombs, de l'épisode Le Zéro pointé ;
- Buffy the Vampire Slayer: The Score : cet album est intégralement consacré aux compositions de Beck pour la série. La plupart provient de La Cérémonie 1/2, Hush, Restless ou encore L'Apocalypse.
- Buffy the Vampire Slayer Collection : ce coffret de 4 cd, édité en 2018 et limité à 3 000 exemplaires, regroupe une large sélection des musiques de Beck pour les saisons 2 à 4 ainsi que l'épisode final de la saison 5 L'Apocalypse.

Le thème créé pour le personnage d'Angel dans Buffy contre les vampires, intitulé I'm Game, fut par la suite réutilisé lors de la série éponyme. Ce morceau figure sur l'album Angel: Live Fast, Die Never, édité en 2005.
Depuis 1999, il a signé les bandes-originales de plus d'une quarantaine de films, dont Very Bad Trip, en 2009 et Percy Jackson : Le Voleur de foudre, en 2010 ou encore des compositions pour Walt Disney Animation Studios, notamment celles de La Reine des neiges et La Reine des neiges 2.
Il a composé également pour les films : Sous le soleil de Toscane, Treize à la douzaine, Le Smoking, Pour le meilleur et pour le rire, Confidence, Garfield le film, Garfield 2, New York Taxi, Elektra, La Panthère rose, The Sentinel, Jackpot, Edge of Tomorrow, R.I.P.D. Brigade fantôme, Les Muppets, le retour, Opération Muppets, Red, Target, Voisins du troisième type, Les Trolls, Ant-Man, Ant-Man et la Guêpe ou encore Free Player.

## Filmographie

### Cinéma

#### Années 1990
- 1996 : La Clé des mondes parallèles (Crossworlds) de Krishna Rao
- 1996 : Past Perfect de Jonathan Heap
- 1996 : Mr. October de Chris Angel
- 1997 : Hostile Intent de Jonathan Heap
- 1997 : L'Alarmiste (Life During Wartime) d'Evan Dunsky
- 1998 : Comme un voleur (Thick as Thieves) de Scott Sanders
- 1998 : Starstruck de John Enbom
- 1998 : Commando d'élite (Airborne) de Julian Grant
- 1998 : Bone Daddy de Mario Azzopardi
- 1999 : Guinevere d'Audrey Wells
- 1999 : Coming Soon de Colette Burson (en)
- 1999 : Let the Devil Wear Black de Stacy Title

#### Années 2000
- 2000 : Big Time de Douglas Petrie
- 2000 : Le Club des cœurs brisés (The Broken Hearts Club: A Romantic Comedy) de Greg Berlanti
- 2000 : American Girls (Bring It On) de Peyton Reed
- 2001 : Lightmaker de Dieter Meier
- 2002 : Slap Her... She's French de Melanie Mayron
- 2002 : The Skulls 2, société secrète (The Skulls II) de Joe Chappelle (video)
- 2002 : Interstate 60 de Bob Gale
- 2002 : Harvard à tout prix (Stealing Harvard) de Bruce McCulloch
- 2002 : Le Smoking (The Tuxedo) de Kevin Donovan
- 2003 : The Skulls 3 (The Skulls III) de J. Miles Dale
- 2003 : Pour le meilleur et pour le rire (Just Married) de Shawn Levy
- 2003 : The Event de Thom Fitzgerald
- 2003 : Confidence de James Foley
- 2003 : American pie: marions-les! (American Wedding) de Jesse Dylan
- 2003 : Dickie Roberts, ex enfant star (Dickie Roberts: Former Child Star) de Sam Weisman
- 2003 : Sous le soleil de Toscane (Under the Tuscan Sun) d'Audrey Wells
- 2003 : Treize à la douzaine (Cheaper by the Dozen) de Shawn Levy
- 2003 : Comme Cendrillon (A Cinderella Story) de Mark Rosman
- 2004 : Saved! de Brian Dannelly
- 2004 : Garfield le film (Garfield) de Peter Hewitt
- 2004 : Les Ex de mon mec (Little Black Book) de Nick Hurran
- 2004 : Jusqu'au cou (Without a Paddle) de Steven Brill
- 2004 : New York Taxi (Taxi) de Tim Story
- 2005 : Elektra de Rob Bowman
- 2005 : Princesse on Ice de Tim Fywell
- 2005 : L'Homme parfait (The Perfect Man) de Mark Rosman
- 2005 : 3 Needles de Thom Fitzgerald (cocompositeur avec Trevor Morris)
- 2005 : Pris au jeu (Two for the Money) de D.J. Caruso
- 2005 : Une famille 2 en 1 (Yours, Mine and Ours) de Raja Gosnell
- 2006 : La Panthère rose (The Pink Panther) de Shawn Levy
- 2006 : The Sentinel de Clark Johnson
- 2006 : Garfield 2 (Garfield: A Tail of Two Kitties) de Tim Hill
- 2006 : Zoom : L'Académie des super-héros (Zoom) de Peter Hewitt
- 2006 : L'École des dragueurs (School for Scoundrels) de Todd Phillips
- 2006 : We Are Marshall de McG
- 2007 : Year of the Dog de Mike White
- 2007 : Permis de mariage (License to Wed) de Ken Kwapis
- 2007 : Les Portes du temps (The Seeker: The Dark Is Rising) de David L. Cunningham
- 2008 : Jackpot de Tom Vaughan
- 2008 : Charlie Bartlett de Jon Poll
- 2008 : Phoebe in Wonderland de Daniel Barnz
- 2008 : Drillbit Taylor, garde du corps (Drillbit Taylor) de Steven Brill
- 2009 : Very Bad Trip (The Hangover) de Todd Phillips

#### Années 2010
- 2010 : Percy Jackson : Le Voleur de foudre (Percy Jackson and the Olympians: The Lightning Thief) de Chris Columbus
- 2010 : Red de Robert Schwentke
- 2010 : Date limite (Due Date) de Todd Phillips
- 2011 : Le Casse de Central Park (Tower Heist) de Brett Ratner
- 2011 : Crazy, Stupid, Love de Glenn Ficarra et John Requa
- 2011 : Very Bad Trip 2 de Todd Phillips
- 2011 : Les Muppets, le retour (The Muppets) de James Bobin
- 2012 : Target (This Means War) de McG
- 2012 : Voisins du troisième type (The Watch) d'Akiva Schaffer
- 2013 : My Movie Project (Movie 43)
- 2013 : Very Bad Trip 3 (The Hangover Part III) de Todd Phillips
- 2013 : Les Stagiaires (The Internship) de Shawn Levy
- 2013 : R.I.P.D. Brigade fantôme (R.I.P.D.) de Robert Schwentke
- 2013 : Players (Runner Runner) de Brad Furman
- 2013 : La Reine des neiges (Frozen) de Chris Buck et Jennifer Lee
- 2014 : Edge of Tomorrow de Doug Liman
- 2014 : Opération Muppets de James Bobin
- 2015 : Ant-Man de Peyton Reed
- 2015 : Snoopy et les Peanuts, le film (The Peanuts Movie) de Steve Martino
- 2016 : Les Trolls de Mike Mitchell et Walt Dohrn
- 2016 : Sisters de Jason Moore
- 2017 : Barry Seal: American Traffic (American Made) de Doug Liman
- 2018 : Gringo de Nash Edgerton
- 2018 : Ant-Man et la Guêpe (Ant-Man and the Wasp) de Peyton Reed
- 2019 : La Reine des neiges 2 (Frozen 2) de Chris Buck et Jennifer Lee

#### Années 2020
- 2020 : Free Guy de Shawn Levy
- 2023 : Ant-Man et la Guêpe : Quantumania de Peyton Reed
- 2023 : Shazam! La Rage des Dieux de David F. Sandberg
- 2023 : Nimona de Nick Bruno et Troy Quane
- 2024 : Road House de Doug Liman
- 2024 : Unfrosted : L'épopée de la Pop-Tart (Unfrosted) de Jerry Seinfeld

### Télévision
- 1997 : Amitié dangereuse (Friends 'Til the End)
- 1997 : Prise d'otage sanglante (en) (Killing Mr. Griffin)
- 1997 : Buffy contre les vampires (Buffy the Vampire Slayer)
- 1998 : Tremblement de terre à New York (Earthquake in New York)
- 1999 : Celle qui en savait trop (Caracara)
- 1999 : Angel
- 2001 : Wolf Girl
- 2006 : The Making of 'Two for the Money' (vidéo)
- 2006 : Insider Interview: The Real Brandon (vidéo)
- 2021 : WandaVision

### Courts métrages
- 2001 : The Cutting Room
- 2012 : Paperman de John Kahrs
- 2015 : La Reine des neiges : Une fête givrée (Frozen Fever) de Chris Buck et Jennifer Lee
- 2017 : Lou de Dave Mullins